# Campoplex scaposus
Campoplex scaposus là một loài tò vò trong họ Ichneumonidae.